# Пелин Есмер
Пелин Есмер (на турски: Pelin Esmer) e турска режисьорка, сценаристка, продуцентка и филмова монтажистка. Тя е основателка на независимото филмово студио „Синефилм“. Авторка на документални и игрални филми, представяни на престижни международни фестивали, тя е носителка на множество награди и отличия за своите продукции. В творчеството си Есмер се занимава с морални проблеми, като акцентира върху интимните истории на личности, които дискретно се вписват в социалната панорама на съвременна Турция.

## Биография
Родена е през 1972 г. в град Истанбул, Турция. Изучава социални науки в Босфорския университет в Истанбул. По време на обучението си тя се увлича от документалните филми, показвани в часовете по антропология, което я подтиква да развие кариерата си в тази посока. През 1995 г., заедно с американската режисьорка Жан Финли, заснема филма „Разговори отвъд Босфора“. След като завършва висшето си образование, тя участва в семинара на Явуз Йозкан, уважаван турски документалист, известен предимно с политически насочения филм „Мината“ (1978). През 1997 г. си сътрудничи с него в продукцията на филма Bir Erkeğin Anatomisi. През следващите години работи като помощник-режисьор, наред с други, във филмите на документалистките Ениса Ризи и Зия Йозтана.
През 2002 г. прави своето първо представяне с 47-минутен документален филм, посветен на Митхат Есмер, нейният чичо, озаглавен „Колекционерът“. За да подготви собствената си работа, тя основа независимата продуцентска компания „Синефилм“, която оттогава ръководи с Нида Карабол, Толга Есмер и Дилде Махали и с която заснема всичките си следващи филми. През 2005 г. е първото представяне на игралния филм „Шоуто“ (2005), документален филм, посветен на аматьорска женска театрална група от девет души, която подготвя представление, базирано на собствените житейски истории на актрисите. През 2009 г., в основната надпревара на Международния филмов фестивал в Сан Себастиан (Испания), първият пълнометражен филм на режисьорката е „Десет до единадесет“, отново с участието на Митхат Есмер. Филмът, подготвен като част от резиденцията на МФФ в Кан, се разпространява по кината в Турция, Германия и Франция, а също така е показан на ревюта и фестивали в няколко страни (включително САЩ). През 2012 г. на фестивалите в Торонто (Канада) и Ротердам (Нидерландия) режисьорът представя филма „Стражевата кула“, съфинансиран от Министерството на културата на Турция и Европейския фонд за подпомагане EURIMAGES. Филмът печели шест награди на Международния филмов фестивал в Адана, включително отличие за най-добър режисьор. Третият игрален филм на Есмер „Полезно“, също е направен като международна копродукция, която носи на авторката награда за най-добър сценарий на филмовия фестивал в Талин (Естония) и отличие от Международната федерация на филмовите критици FIPRESCI на Международен филмов фестивал в Истанбул. Продукцията на „Синефилм“ се разпространява в международен план, включително в Полша, чрез стрийминг платформи. Към март 2024 г. последният филм на турската режисьорка е „Кралица Лир“, документален филм, посветен на театралната група, известна от „Пиесата“, подготвяща своята женска реинтерпретация на драмата на Шекспир, предназначена да бъде представена в турската провинция.
През 2019 г. Пелин Есмер участва в резиденцията на Фондация „Камарго“ във Франция, като работи по нов проект.